# 24 mai en sport
24 avril 24 juin
Chronologies thématiques
- Croisades
- Ferroviaires
- Disney

Le 24 mai (144e jour de l'année ou 145e en cas d'année bissextile) en sport.

## Évènements

### XIXesiècle
- 1821 :
  - (Cricket) : victoire de Cambridge Town Club par 24 runs face aux élèves de la Cambridge University.
- 1891 :
  - (Cyclisme sur route) : première édition de la course cycliste Bordeaux-Paris. 5 000 spectateurs sont présents à l’arrivée. Le Britannique George Pilkington s’impose.
- 1896 :
  - (Cyclisme sur route) : sixième édition de la course cycliste Bordeaux-Paris. Le Britannique Arthur Linton et le Français Gaston Rivierre sont déclarés vainqueurs, ex æquo.
  - (Compétition automobile) : Bordeaux-Agen-Bordeaux est un aller-retour de 302 km. Gaston Bousquet s'impose sur une Peugeot.
- 1898 :
  - (Compétition automobile) : Berlin-Potsdam-Berlin, Friedrich Greiner s'impose sur une Daimler.
- 1899 :
  - (Compétition automobile) : dans la course automobile Paris-Bordeaux, le pilote Fernand Charron s’impose sur une Panhard (27 voitures et 37 motos au départ).
- 1900 :
  - (Jeux olympiques) : 11e jour de compétition aux Jeux olympiques d'été de Paris avec aux programmes des épreuves de gymnastique et de voile.

### XXesièclede1901à1950
- 1903 :
  - (Compétition automobile) : Paris-Madrid, Fernand Gabriel s'impose sur une Mors.
- 1905 :
  - (Olympisme) : création de l'Association olympique britannique, comité national olympique du Royaume-Uni.
- 1908 :
  - (Jeux olympiques d'été) : 28e jour de compétition aux Jeux olympiques d'été de Londres.
- 1912 :
  - (Jeux olympiques d'été) : 20e jour de compétition aux Jeux olympiques d'été de Stockholm.
- 1924 :
  - (Jeux olympiques d'été) : 21e jour de compétition aux Jeux olympiques d'été de Paris.
- 1926 :
  - (Athlétisme) : le finlandais Paavo Nurmi établit un nouveau record du monde du 3 000 mètres avec un temps de 8 min 25 s 4 réalisé à Berlin.
- 1927 :
  - (Tennis / Roland-Garros) : début des internationaux de France de tennis.
- 1928 :
  - (Jeux olympiques d'été) : 8e jour de compétition aux Jeux olympiques d'été d'Amsterdam.
- 1931
  - (Compétition automobile) : 9e édition du Grand Prix automobile d'Italie remportée par les Italiens Giuseppe Campari et Tazio Nuvolari sur Alfa Romeo avec une Alfa Romeo Monza.
  - (Cyclisme sur route / Tour d'Allemagne) : l'Allemand Erich Metze remporte la cinquième édition du Tour d'Allemagne en devançant son compatriote Oskar Thierbach et le Luxembourgeois Nicolas Frantz.
- 1936
  - (Football) : le RC Paris champion de France signe un doublé coupe/championnat.
  - (Natation) : nouveau record du monde du 4 × 100 mètres nage libre dames en grand bassin avec un temps de 4 min 32 s 8 réalisé à Rotterdam par le relais néerlandais composé de Rie Mastenbroek, Willy den Ouden, Jopie Selbach et Catherina Wagner.
- 1940 :
  - (Cyclisme sur route / Tour d'Italie) : 7e étape du Tour d'Italie remportée par l'Italien Walter Generati. L'étape relie Naples à Fiuggi pour une distance de 178 km.
- 1942 :
  - (Football) : les huit matchs des huitièmes de finale du Championnat d'Allemagne sont disputés et voient notamment la qualification du FC Schalke 04 sur le score de 9 buts à 3 face au FC Kaiserslautern.
- 1947 :
  - (Cyclisme sur route / Tour d'Italie) : le Tour d'Italie s'élance de Milan pour rejoindre Turin. L'Italien Renzo Zanazzi remporte la première étape et s'installe en tête du classement général.
  - (Football) : création du club brésilien de l'Ituano Futebol Clube.
  - (Rink hockey) : dernier jour de compétition lors du Championnat d'Europe masculin qui voit l'équipe du Portugal être sacrée pour la première fois de son histoire.
- 1948 :
  - (Cyclisme sur route) : lors du circuit Mandel-Lys-Escaut, le Belge Georges Desplenter s'impose devant ses compatriotes Maurice Desimpelaere et Albert Sercu.
- 1950 :
  - (Cyclisme sur route / Tour d'Italie) : départ de la première étape de la 33e édition du Tour d'Italie depuis Milan jusqu'à Salsomaggiore Terme. Victoire de l'Italien Oreste Conte.

### XXesièclede1951à2000
- 1952 :
  - (Athlétisme) : nouveau record d'Europe du 200 mètres avec un chrono de 20 s 9 du Britannique McDonald Bailey.
- 1953 :
  - (Football) : fondation du Sporting Club Aurillacois.
- 1955 :
  - (Athlétisme) : la Britannique Diane Leather établit un nouveau record du monde du mile en 4 min 50 s 8. Il s'agit de la quatrième fois qu'elle améliore le meilleur temps mondial.
- 1957 :
  - (Cyclisme sur route) : 7e étape du Tour d'Italie entre Terni et Pescara, d'une distance de 22 km soit la plus courte du Tour de 1957, remporté par le Français Antonin Rolland.
- 1958 :
  - (Jeux asiatiques) : Cérémonie d'ouverture et premier jour de compétition des Jeux asiatiques qui se déroule à Tokyo au Japon.
  - (Rugby à XV) : l'Ouganda dispute le premier match officiel de son histoire face au Kenya et s'incline sur le score de 21 à 11.
- 1959 :
  - (Compétition automobile) : 43e édition du Targa Florio remportée par les Allemands Edgar Barth et Wolfgang Seidel pour l'équipe Porsche KG.
  - (Cyclisme sur route) : 65e édition du Bordeaux-Paris, la course est remportée par le Français Louison Bobet devant son compatriote Roger Hassenforder et le Belge Guillaume Van Tongerloo.
  - (Rugby à XV) : le RC France devient champion de France en battant en finale, au Parc municipal des sports de Bordeaux, le Stade montois sur le score de 8-3.
- 1962 :
  - (Natation) : Nouveau record du monde du 400 mètres 4 nages messieurs en grand bassin avec un temps de 4 min 53 s 8 réalisé à Moscou par l'américain Gerhard Hetz.
- 1964 :
  - (Rugby à XV) : la Section paloise remporte le Championnat de France de rugby en s'imposant 14-0 en finale face à l'AS Béziers.
- 1970 :
  - (Rugby à XV) : pour le premier match officiel de son histoire, l'équipe de Madagascar s'incline face à l'Italie sur le score de 17 à 9.
- 1971 :
  - (Tennis / Roland-Garros) : début des internationaux de France de tennis.
- 1972 :
  - (Football) : les Glasgow Rangers remportent la Coupe d'Europe des vainqueurs de coupe en s'imposant 3-2 en finale face au Dynamo Moscou.
- 1976
  - (Basket-ball) : début du tour final du Championnat d'Europe féminin se disputant en France. La Tchécoslovaquie bat la Pologne (91-63), la France s'impose face à l'Italie (58-41) et l'Union soviétique remporte son match face à la Bulgarie (96-57).
  - (Cyclisme / Critérium du Dauphiné) : début du Critérium du Dauphiné libéré 1976 qui reliera Grenoble à Montélimar.
- 1978
  - (Basket-ball) : première journée du tour final du Championnat d'Europe féminin qui se déroule en Pologne. La Tchécoslovaquie bat la Hongrie (80-68), la France s'impose face à la Pologne (73-70) et l'Union soviétique remporte son match face à la Bulgarie (89-63).
- 1980
  - (Athlétisme) : nouveau record du monde du lancer du marteau avec un lancer du soviétique Sergey Litvinov à 81.66 mètres effectué à Sotchi.
  - (Cyclisme / Tour d'Italie) : l'Espagnol Juan Fernández Martín remporte la 8e étape du Tour d'Italie longue de 216 km entre Orvieto et Fiuggi. L'Italien Roberto Visentini conserve le maillot rose du classement général acquis la veille.
  - (Football) : inauguration du Stade Rudolf-Tonn, d'une capacité de 7000 places, situé à Schwechat en Autriche par un match opposant le FK Austria Vienne et First Vienna FC 1894.
  - (Natation) : nouveau record du monde du 200 mètres 4 nages dames en grand bassin avec un temps de 2 min 13 s 00 réalisé à Berlin-Est par la nageuse est-allemande Petra Schneider.
- 1985 :
  - (Jeux des petits États d'Europe) : 2e jour de compétition des Jeux des petits États d'Europe se déroulant à Saint-Marin.
- 1986 :
  - (Rugby à XV) : le Stade toulousain remporte le Championnat de France de rugby en s'imposant 16-6 en finale face au SU Agen.
- 1987 :
  - (Cyclisme sur route) : 85e et avant dernière édition du Bordeaux-Paris remportée par le Français Bernard Vallet devant ses deux compatriotes Gilbert Duclos-Lassalle et Guy Gallopin.
  - (Compétition automobile) : l'américain Al Unser gagne les 500 miles d'Indianapolis sur une March-Cosworth.
- 1989 :
  - (Football) : le Milan AC remporte la Coupe des clubs champions européens en s'imposant 4-0 en finale face au Steaua Bucarest.
- 1990 :
  - (Cyclisme sur route) : 7e étape du Tour d'Italie entre Fabriano et Vallombrosa pour une distance de 197 km. Le vainqueur est l'Italien Gianni Bugno.
  - (Football) : demi-finale de la coupe de France remportée par Montpellier aux dépens de Saint-Étienne. Les héraultais s'imposent au Stade Geoffroy-Guichard sur le score d'un but à zéro grâce à une réalisation d'Éric Cantona à la trente-sixième minute de jeu.
- 1991 :
  - (Jeux des petits États d'Europe) : 4e jour de compétition des Jeux des petits États d'Europe se déroulant en Andorre.
- 1992 :
  - (Compétition automobile) : les 500 miles d'Indianapolis sont remportés par le pilote américain Al Unser Jr. sur une Chevrolet.
- 1995 :
  - (Athlétisme) : la Russe Olga Kuzenkova améliore le record du monde du lancer du marteau féminin en réussissant un lancer à 67,00 m, elle bat ainsi le précédent record (66,86 m) de la roumaine Mihaela Melinte réalisé deux mois auparavant.
  - (Football) :
    - (Ligue des champions) : l'Ajax Amsterdam remporte la Ligue des champions en s'imposant 1-0 en finale face au Milan AC, au Stade Ernst-Happel à Vienne. Le but est signé Patrick Kluivert.
    - (Match amical) : l'Écosse s'impose 2-1 lors d'un match amical face à l'Équateur se tenant à Toyama. Les buts écossais sont inscrits par John Robertson et Stephen Crawford.
- 1996 :
  - (Football) : la Coupe d'Allemagne est remportée par le FC Kaiserslautern qui a battu en finale Karlsruher SC sur le score de 1-0.
  - (Handball) : début du Championnat d'Europe masculin se déroulant en Espagne.
- 1997 :
  - (Athlétisme) : nouveau record d'Europe du saut à la perche féminin avec une hauteur de 4,28 m réalisé à Prague par la Tchèque Daniela Bártová.
  - (Badminton) : début des championnats du monde à Glasgow en Écosse.
  - (Cyclisme sur route) : 8e étape du Tour d'Italie entre Mondragone et Cava de' Tirreni. Elle est remportée par l'Italien Mario Manzoni.
  - (Football) :
    - (Coupe d'Afrique des - de 17 ans) : l'Égypte remporte la Coupe d'Afrique des nations des moins de 17 ans en battant le Mali par 1 but à 0. Le Ghana prend la troisième place.
    - (Coupe d'Écosse) : Kilmarnock remporte la Coupe d’Écosse en s'imposant 1-0 face à Falkirk.

  - (Tennis) : la Tchèque Jana Novotná remporte le tournoi d'Espagne en battant l'Américaine Monica Seles en finale (7-5, 6-1).
- 1998 :
  - (Athlétisme) :
  - (Marathon de Vienne) : la 15e  édition du Marathon de Vienne est remportée chez les hommes par l’Éthiopien Moges Taye en 2 h 9 min 21 s et chez les femmes par la Française Irina Kazakova en 2 h 35 min 9 s.
  - (Record de France) : Nouveau record de France du 100 mètres féminin, Christine Arron réalise un temps de 10 min 95 s et bat le précédent record détenu par Marie-José Pérec depuis près de 7 ans.
  - (Cyclisme) :
    - (Sur piste) : fin de la première étape de la Coupe du monde 1998 se déroulant à Cali en Colombie.
    - (Sur route) : 8e étape du Tour d'Italie entre Matera et Lecce, soit une distance de 191 km. L'étape est remporté par l'Italien Mario Cipollini.

  - (Football) :
  - (Coupe du Portugal : la coupe du Portugal est remporté par le FC Porto qui s'impose en finale face au Sporting Braga sur le score de 3-1.
  - (Coupe Kirin) : grâce à son match nul 0 à 0 face au Japon, la République tchèque remporte la Coupe Kirin pour la première fois de son histoire.
  - (Compétition automobile :
    - (Formule 1) : 56e édition du Grand Prix de Monaco remporté par le Finlandais Mika Häkkinen sur McLaren-Mercedes.
    - (Indy 500) : 82e édition des 500 miles d'Indianapolis disputée sur le circuit d'Indianapolis Motor Speedway. La course a été remportée par l'Américain Eddie Cheever sur Dallara-Aurora.

  - (Tennis / WTA) : en finale du Tournoi de Strasbourg, la Roumaine Irina Spîrlea s'impose 7-6, 6-3 face à la Française Julie Halard, bénéficiaire d'une wild card. En double, la paire française composée d'Alexandra Fusai et de Nathalie Tauziat l'emporte après sa victoire (6-4, 6-3) face à l'Indonésienne Yayuk Basuki et la Néerlandaise Caroline Vis.
- 1999 :
  - (Handball) : l'ASPTT Metz remporte pour la quatrième fois de son histoire la Coupe de France féminine en disposant en finale du HBC Nîmes sur le score de 21 à 16.
  - (Jeux des petits États d'Europe) : Cérémonie d'ouverture et premier jour de compétition des Jeux des petits États d'Europe qui se déroule au Liechtenstein.
  - (Cyclisme sur route) : 10e étape du Tour d'Italie entre Ancône et Sansepolcro, soit une distance de 189 km. L'étape est remporté par l'Italien Mario Cipollini.
- 2000 :
  - (Cyclisme sur route) : 11e étape du Tour d'Italie entre Lignano Sabbiadoro et San Michele al Tagliamento soit une distance de 45 km. Le vainqueur de cette étape est le Colombien Víctor Hugo Peña.
  - (Football) : le Real Madrid remporte la Ligue des champions en s'imposant 3-0 en finale face au Valence CF au Stade de France.

### XXIesiècle
- 2001 :
  - (Football) :
    - (Coupe du Danemark) : victoire 4-1 de Silkeborg IF en finale de la Coupe du Danemark aux dépens de l'AB Copenhague.
    - (Coupe d'Italie) : finale aller de la Coupe d'Italie qui voit la Fiorentina s'imposer 1-0 face à Parme.
    - (Coupe des Pays-Bas) : le FC Twente remporte pour la deuxième fois la Coupe des Pays-Bas en se défaisant du PSV Eindhoven lors de la séance de tirs au but.

  - (Jeux de l'Asie de l'Est) : 6e jour de compétition des Jeux de l'Asie de l'Est qui se déroule à Osaka au Japon.
- 2002 :
  - (Cyclisme sur route) : 12e étape du Tour d'Italie remporté par l'Italien Denis Lunghi. Elle reliait Campobasso à Chieti, soit une distance de 185 km.
- 2003 :
  - (Cyclisme sur route) : la 14e étape du Tour d'Italie voit la victoire de l'Italien Gilberto Simoni qui remportera la première place au classement final. Les 162 km amenait les coureurs de Marostica à Alpe Pampeago.
  - (Football / Coupe de Biélorussie) : le Dinamo Minsk remporte la Coupe de Biélorussie pour la troisième fois de son histoire grâce à sa victoire en finale face au Lokomotiv Minsk sur le score de 2 buts à 0.
  - (Rugby à sept) : premier match officiel de l'équipe féminine de Belgique qui se termine par une défaite 45 à 0 face à l'Espagne.
  - (Rugby à XV) :
    - (Coupe d'Europe) : le Stade toulousain remporte la Coupe d'Europe en s'imposant 22-17 en finale face à l'Union Sportive Arlequins Perpignanais.
    - (Super Rugby) : victoire des Blues d'Auckland 21-17 face aux Crusaders lors de la finale du Super 12. Il s'agit de leur troisième victoire dans cette compétition.

  - (Tennis / WTA) : l'Italienne Silvia Farina s'impose 6-3, 4-6, 6-4 face à la Croate Karolina Šprem en finale du Tournoi de Strasbourg qu'elle remporte pour la troisième fois consécutive.
  - (Tennis de table) : la chinoise Wang Nan remporte le tournoi de simple féminin des Championnats du monde se tenant à Paris. Le même jour les Chinois Wang Liqin et Yan Sen deviennent champion du monde du double masculin.
- 2004 :
  - (Cyclisme sur route) : l'Italien Alessandro Petacchi remporte la 15e étape du Tour d'Italie. Elle allait de Poreč à San Vendemiano, ce qui en fait l'étape la plus longue avec 243 km à parcourir.
  - (Tennis) : début des Internationaux de France de tennis, le deuxième tournoi du Grand Chelem.
- 2006 :
  - (Cyclisme sur route) : la 17e étape du Tour d'Italie est remporté par l'Italien Leonardo Piepoli. Elle reliait les villes de Termeno et de Plan de Corones, soit 158 km.
- 2007 :
  - (Cyclisme sur route) : la 12e étape du Tour d'Italie voit la victoire de l'Italien Danilo Di Luca. Elle allait de Scalenghe à Briançon en France pour une distance totale de 163 km.
- 2008 :
  - (Athlétisme) : nouveau record d'Amérique du Sud de saut en longueur réalisé à Hengelo aux Pays-Bas par le Panaméen Irving Saladino avec un saut à 8,73 m.
  - (Cyclisme sur route) : 14e étape du Tour d'Italie. Elle est d'une distance de 195 km entre Vérone et Alpe Di Pampeago. Elle voit la victoire de l'Italien Emanuele Sella.
  - (Football) :
    - (Coupe de France) : l'Olympique lyonnais remporte la quatrième Coupe de France de son histoire face au Paris Saint-Germain 1-0 (après prolongation).
    - (Coupe d'Italie) : en s'imposant 2-1 face à l'Inter Milan, l'AS Rome décroche sa neuvième Coupe d'Italie.
    - (Ligue des champions féminine) : les Allemandes du FFC Francfort remportent la Coupe de l'UEFA féminine en battant lors du match retour les Suédoises de l'Umeå IK sur le score de 3 buts à 2 après avoir fait match nul 1 partout au match aller.

  - (Rugby à XV) : au Millennium Stadium de Cardiff (Pays de Galles), le Munster remporte la Coupe d'Europe en s'imposant 16-13 en finale face au Stade toulousain.
- 2009 :
  - (Athlétisme) : nouveau record d'Amérique du Sud du 400 mètres haies féminin réalisé à Belém au Brésil par la Brésilienne Lucimar Teodoro avec un chrono de 55 s 84.
  - (Cyclisme sur route) : 15e étape du Tour d'Italie reliant Forlì à Faenza pour une distance de 159 km. L'étape est remporté par l'Italien Leonardo Bertagnolli.
  - (Compétition automobile) :
    - (Formule 1) : 67e édition du Grand Prix de Monaco remportée par le Britannique Jenson Button qui court pour Brawn-Mercedes.
    - (Indy 500) : le Brésilien Hélio Castroneves remporte les 500 miles d'Indianapolis sur une Dallara-Honda.
- 2010 :
  - (Tennis) : début du tournoi messieurs de Roland Garros.
- 2011 :
  - (Cyclisme sur route) : 16e étape du Tour d'Italie. Elle relie Belluno à Nevegal pour une distance totale de 12,7 km, c'est l'étape la plus courte de cette édition. L'Italien Vincenzo Nibali s'impose.
- 2012 :
  - (Cyclisme sur route) : 18e étape du Tour d'Italie. Elle est remportée par l'Italien Andrea Guardini en 3 h 0 min 52 s.
  - (Natation) : lors du Championnat d'Europe se tenant à Debrecen, la Hongroise Boglárka Kapás remporte le 800 m nage libre, l'Allemande Jenny Mensing le 100 m dos, la Hongroise Katinka Hosszú le 200 m quatre nages et l'Italie le 4 × 200 m nage libre. Chez les hommes l'Israélien Jonatan Kopelev s'impose sur 50 m dos, le Hongrois Dániel Gyurta sur 200 m brasse, enfin sur 200 m papillon c'est László Cseh qui termine en tête.
- 2013 :
  - (Cyclisme sur route) :
    - (Tour de Bavière) : 3e étape du Tour de Bavière, remportée par l'Allemand Gerald Ciolek.
    - (Tour de Belgique) : 3e étape du Tour de Belgique, remportée par l'Allemand Tony Martin.
    - (Tour d'Italie) : la 19e étape du Tour d'Italie aurait dû se disputer mais a été annulée à cause des conditions climatiques, notamment la neige.
- 2014 :
  - (Athlétisme) : lors des relais mondiaux les kényanes Faith Kipyegon, Mercy Cherono, Irene Jelagat et Hellen Obiri améliore le record du monde du relais 4 × 1 500 mètres féminin. Elle porte le chrono à 16 min 33 s 58.
  - (Badminton) : la Chine remporte la 25e édition de la Uber Cup, qui se déroule à New Delhi, grâce à sa victoire 3 matchs à 1 face au Japon.
  - (Cyclisme sur route) : la 14e étape du Tour d'Italie est remportée par l'italien Enrico Battaglin. Elle reliée Agliè à Oropa, soit une distance de 164 km.
  - (Football) :
    - (Ligue des champions) : au Stade de Luz de Lisbonne, le Real Madrid remporte la Ligue des champions de l'UEFA en battant l'Atlético de Madrid (4-1) après prolongation.
    - (Championnat d'Argentine) : River Plate bat San Lorenzo de Almagro sur le score de 1 à 0 et remporte ainsi son 36e titre de champion d'Argentine.

  - (Handball) : le CJF Fleury Loiret Handball remporte pour la première fois la Coupe de France féminine aux dépens d'Issy Paris sur le score de 20 à 18.
  - (Rugby à XV) : au Millennium Stadium de Cardiff (Pays de Galles), le RC Toulon décroche sa 2e couronne européenne consécutive, après sa victoire en H Cup face aux Anglais du Saracens (23-6). Les Toulonnais ont inscrit deux essais par Matt Giteau (30e) et Juan Smith (60e). Jonny Wilkinson marque 13 points.
  - (Tennis) : Eugenie Bouchard s'impose 6-2, 4-6, 3-6 face à la tchèque Karolína Plíšková en finale de l'Open de Nuremberg.
- 2015 :
  - (Compétition automobile) :
    - (Formule 1) : Nico Rosberg enlève la victoire lors du Grand Prix de Monaco. Le Britannique Lewis Hamilton conserve la tête du Championnat du monde.
    - (Indy 500) : le Colombien Juan Pablo Montoya remporte la 99e édition des 500 miles d'Indianapolis.
    - (Rallye) : Au Rallye du Portugal, le Finlandais Jari-Matti Latvala décroche son premier succès de l'année. Au classement du Championnat du monde, le Français Sébastien Ogier conserve la tête.

  - (Cyclisme sur route) :
    - (Tour d'Italie) : l'Espagnol Mikel Landa remporte la 15e étape du Tour d'Italie sur les hauteurs de Madonna di Campiglio. Alberto Contador, troisième de l'étape, conserve le maillot rose de leader.
    - (Tour de Norvège) : le Danois Jesper Hansen remporte le Tour de Norvège 2015.

  - (Rugby à XV / Pro D2) : le SU Agen décroche sa promotion en Top 14 grâce à sa victoire en finale des barrages face au Stade montois sur le score de 16 à 15.
  - (Tennis / Tournoi du Grand Chelem) : début du tournoi de Roland Garros.
- 2016 :
  - (Cyclisme sur route /Tour d'Italie) : sur la 16e étape du Tour d'Italie 2016, victoire de l'Espagnol Alejandro Valverde et le Néerlandais Steven Kruijswijk conserve le maillot rose.
- 2017 :
  - (Cyclisme sur route /Tour d'Italie) : sur la 17e étape du Tour d'Italie 2017, victoire du Français Pierre Rolland et le Néerlandais Tom Dumoulin conserve le maillot rose.
  - (Football /Ligue Europa) : Manchester United remporte la Ligue Europa en s'imposant 2-0 en finale face à l'Ajax Amsterdam, à la Friends Arena de Stockholm en Suède, et décroche son billet pour la Ligue des champions. C'est la toute première fois de son histoire que le club mancunien soulève la C3.
- 2018 :
  - (Cyclisme sur route / Tour d'Italie) : la 18e étape du Tour d'Italie, reliant Abbiategrasso à Prato Nevoso, voit l'allemand Maximilian Schachmann l'emporter. À l'issue de cette étape, le britannique Simon Yates conserve le maillot rose.
  - (Football/Ligue des champions féminine) : au Stade Dynamo Lobanovski de Kiev, l'Olympique lyonnais s'impose 4-1 après prolongations en finale de la Ligue des champions face au VfL Wolfsburg grâce à des buts d'Amandine Henry, d'Eugénie Le Sommer, d'Ada Hegerberg et de Camille Abily. Il s'agit de la cinquième Ligue des champions remportée par le club lyonnais.
- 2019 :
  - (Football / Ligue 1) : dernière journée de Ligue 1 2018-2019 qui voit notamment le Dijon FCO se qualifier pour les barrages grâce à sa victoire face au Toulouse FC (2-1) et ce au détriment du Stade Malherbe Caen qui est relégué en Ligue 2 en compagnie de l'En avant de Guingamp. Le Paris Saint-Germain remporte le championnat de France pour la huitième fois de son histoire.
- 2020 :
  - (Compétition automobile / Formule 1) : le Grand Prix automobile de Monaco qui devait se disputer le 24 mai a été annulé en raison de la pandémie de Covid-19.
  - (Football / Coupe de Biélorussie) : le BATE Borisov remporte la Coupe de Biélorussie pour la quatrième fois de son histoire après sa victoire un but à zéro en finale contre le Dinamo Brest.
- 2021 :
  - (Cyclisme sur route /Tour d'Italie) : sur la 16e étape du Tour d'Italie qui se déroule entre Sacile et Cortina d'Ampezzo, sur une distance de 155 km, victoire du Colombien Egan Bernal, porteur du maillot rose et qui conforte son avance au général.
- 2022 :
  - (Cyclisme sur route /Tour d'Italie) : le Tchèque Jan Hirt remporte la 16e étape du Tour d'Italie qui relie Salò et Aprica devant le Néerlandais Thymen Arensman. Le Colombien Richard Carapaz maintient son avance en tête du classement général.

## Naissances

### XIXesiècle
- 1856 :
  - Andrew Watson, footballeur écossais. (3 sélections en équipe nationale). († 8 mars 1921).
- 1875 :
  - Robert Garrett, athlète de lancers et de sauts américain. Champion olympique du lancer du disque et de poids puis médaillé d'argent de la hauteur et de la longueur aux Jeux d'Athènes 1896, médaillé de bronze du triple saut sans élan et du lancer de poids aux Jeux de Paris 1900. († 25 avril 1961).
- 1887 :
  - Giulio Sarrocchi, sabreur italien. Champion olympique par équipe aux Jeux de Paris 1924 puis médaillé d'argent par équipe aux jeux d'Amsterdam 1928. († 18 juillet 1971).
- 1891 :
  - Klara Milch, nageuse autrichienne. Médaillée de bronze du relais 4 x 100 mètres nage libre aux Jeux olympiques de 1912 à Stockholm. († 13 juillet 1970).
- 1893 :
  - Charles Belling, athlète puis dirigeant sportif français. Président du Racing Club de Strasbourg de 1919 à 1933. († 30 septembre 1964).
- 1894 :
  - Pontus Hansson, nageur et joueur de water-polo suédois. Médaillé d'argent sur 200 m brasse et de bronze du water-polo aux Jeux de Londres 1908. Médaillé d'argent du water-polo aux Jeux de Stockholm 1912 puis médaillé de bronze aux Jeux d'Anvers 1920. († 4 décembre 1962).

- 1895 :

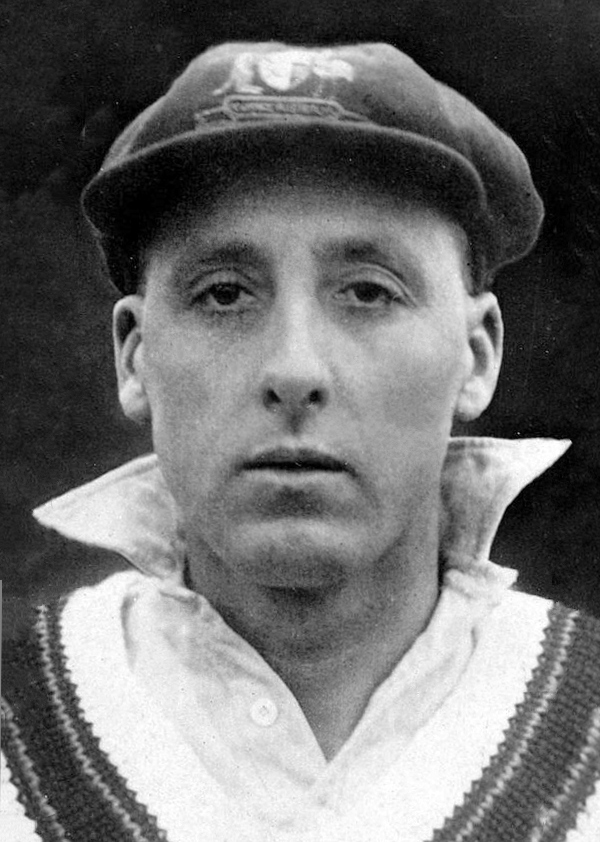
Stork Hendry

  - Stork Hendry, joueur de cricket australien. († 16 décembre 1988).

- 1899 :

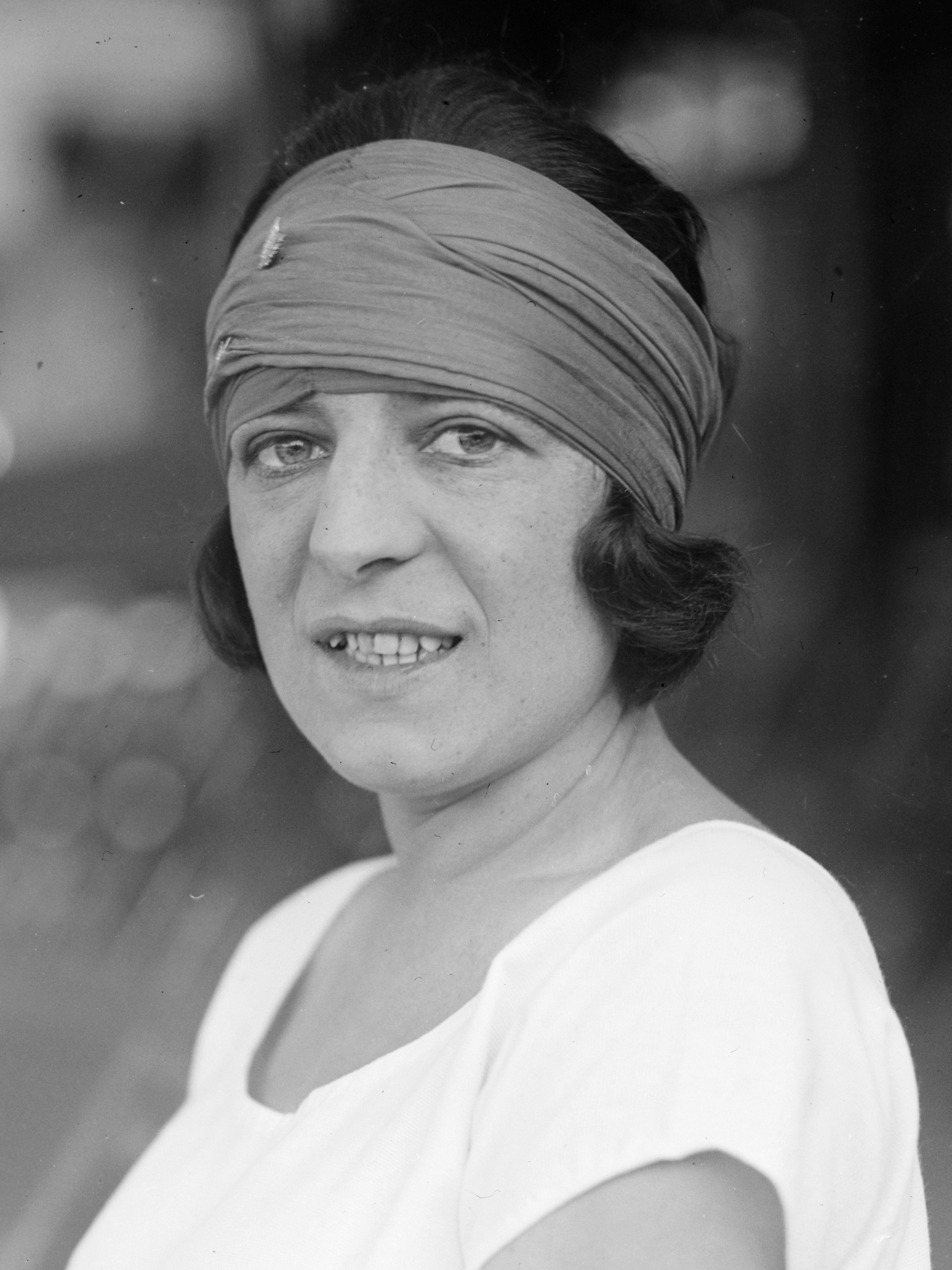
Suzanne Lenglen

  - Suzanne Lenglen, joueuse de tennis française. Championne olympique en simple et en double mixte puis médaillée de bronze en double aux Jeux d'Anvers 1920. Victorieuse des tournois de Wimbledon 1919, 1920, 1921, 1922, 1923 et 1925, des Roland Garros 1920, 1921, 1922, 1923, 1925 et 1926. († 4 juillet 1938).
  - Merlyn Phillips, joueur de hockey sur glace canadien. Vainqueur de la Coupe Stanley en 1926 avec les Maroons de Montréal. († 10 janvier 1978).
- 1900 :
  - Lionel Conacher sportif complet canadien ayant pratiqué le hockey sur glace, le football canadien, le football américain, la crosse, le baseball, la boxe et la lutte puis devenu homme politique. († 26 mai 1954).
  - Fernand Saivé, coureur cycliste belge. († 21 avril 1981).

### XXesièclede1901à1950
- 1903 :
  - Fernando Paternoster, footballeur argentin. Médaillé d'argent aux Jeux olympiques de Anvers 1928. Vainqueur de la Copa América 1929. (16 sélections en équipe nationale). († 6 juin 1967).
- 1909 :
  - Camillo Marinone, joueur de basket-ball italien. Finaliste du Championnat d'Europe 1937. († date inconnue).
- 1910 :
  - Jimmy Demaret, golfeur américain. Vainqueur du Masters 1940, 1947 et 1950. († 28 décembre 1983).
- 1911 :
  - Michel Pécheux, épéiste français. Médaillé de bronze par équipe aux Jeux de Berlin 1936 puis champion olympique par équipes aux Jeux de Londres 1948. champion du monde d'escrime par équipes en 1934, 1935 et 1947 puis champion du monde d'escrime en individuel et par équipes 1938. († 29 août 1985).
- 1913 :
  - Audrey Brown, athlète de sprint britannique. Médaillée d'argent au relais 4 × 100 m aux Jeux de Berlin 1936. († 11 juin 2005).
- 1914 :
  - Giordano Cottur, cycliste sur route italien. († 8 mars 2006).
  - Erwin Nyc, footballeur polonais. (11 sélections en équipe nationale). († 1er mai 1988).
- 1927 :
  - Claude Abbes, footballeur français. (9 sélections en équipe de France). († 11 avril 2008).
  - John Kelly, rameur puis dirigeant sportif américain. Médaillé de bronze du skiff aux Jeux de Melbourne 1956. Président du Comité olympique des États-Unis. († 2 mars 1985).
- 1928 :
  - José Antonio Roca, footballeur puis entraîneur mexicain. (10 sélections en équipe nationale). († 4 mai 2007).
  - Hugh Stewart, joueur de tennis américain. († 19 juillet 2024).
- 1932 :
  - Göran Larsson, nageur suédois. Champion d'Europe du 100 m dos et du relais 4 x 200 mètres nage libre en 1950. Médaillé de bronze du 1 000 m nage libre aux Jeux olympiques de 1952 à Helsinki. († 27 février 1989).
  - Kiril Rakarov, footballeur bulgare. Médaillé de bronze lors des Jeux olympiques de Melbourne en 1956. (58 sélections en équipe nationale). († 25 août 2006).
- 1937 :
  - Timothy Brown, joueur de football américain puis acteur américain. († 4 avril 2020).
  - Maryvonne Dupureur, athlète de demi-fond française. Médaillée d'argent du 800 m aux Jeux de Tokyo 1964. († 7 janvier 2008).
- 1938 :
  - Jean-Claude Suaudeau, footballeur puis entraîneur français. (4 sélections en équipe nationale).
  - Larry Wilson, joueur américain de football américain. († 17 septembre 2020).
- 1941 :
  - Vladimir Cvetković, basketteur yougoslave puis serbe. Médaillé d'argent aux Jeux de Mexico 1968.
  - Ivan Mráz, footballeur puis entraîneur tchécoslovaque. Médaillé d'argent du tournoi olympique des Jeux d'été de 1964 à Tokyo. (4 sélections en équipe nationale).
- 1942 :
  - Lázár Lovász, athlète du lancer hongrois. Médaillé de bronze du marteau aux Jeux olympiques de Mexico 1968. († 17 avril 2023).
  - Hannu Mikkola, pilote de rallye automobile finlandais. Champion du monde des rallyes 1983. (18 victoires en Rallye). († 26 février 2021).
- 1943 :
  - Holger Zander, kayakiste allemand. Médaillé d'argent en K4 1 000 m et de bronze en K2 1000 m aux Jeux de Tokyo 1964.
  - Juhani Suutarinen, biathlète finlandais. Médaillé d'argent du relais 4 × 7,5 km aux Jeux de Sapporo 1972 et aux Jeux d'Innsbruck 1976. Champion du monde de biathlon du sprint et en individuel 1974 et champion du monde de biathlon du relais 4 × 7,5 km 1975.
- 1944 :
  - Oscar Ortubé, arbitre de football bolivien. († 1er janvier 2024).
  - Clemens Schickentanz, pilote de courses automobile d'endrance allemand.
  - Vavá, footballeur espagnol. (2 sélections en équipe nationale).
- 1946 :
  - Jim Eakins, joueur de basket-ball américain.
  - Jesualdo Ferreira, entraîneur de football portugais.
  - Pancho Guzmán, joueur de tennis équatorien.
  - Ian Kirkpatrick, joueur de rugby néo-zélandais. (39 sélections en équipe nationale).
  - Selwyn Maister, joueur de hockey sur gazon néo-zélandais. Champion olympique lors des Jeux de 1976 à Montréal.
  - Irena Szewińska, athlète de sprint et de sauts puis dirigeante sportive polonaise. Championne olympique du relais 4 × 100 m puis médaillée d'argent du 200 m et de la longueur aux Jeux de Tokyo 1964, championne olympique du 200 m et médaillée de bronze du 100 m aux Jeux de Mexico 1968, médaillée de bronze du 200 m aux Jeux de Munich 1972 puis championne olympique du 400 m aux Jeux de Montréal 1976. Championne d'Europe d'athlétisme du 200 m, du relais 4 × 100 m et de la longueur 1966 et championne d'Europe d'athlétisme du 100 et du 200 m 1974. Détentrice du Record du monde du 200 m du 13 juin 1974 au 28 mai 1978 et du Record du monde du 400 m du 22 juin 1976 au 2 juillet 1978. Présidente de la FPA de 1997 à 2009. Membre du CIO depuis 1998. († 29 juin 2018).
- 1947 :
  - Richard Krawczyk, footballeur français. (1 sélection en équipe nationale).
  - Cleve Livingston, rameur en aviron américain. Médaillé d'argent du huit aux Jeux olympiques d'été de 1972 à Munich.
  - Cecilia Martinez, joueuse de tennis américaine.
- 1949 :
  - Giorgio Giomo, joueur de basket-ball italien. Médaillé de bronze du Championnat d'Europe de 1971.
  - Ilías Chatzipavlís, skipper grec. Médaillé d'argent du Finn aux Jeux olympiques de 1972 à Munich.
- 1950 :
  - Marc Collat, footballeur puis entraîneur français. Sélectionneur de l'équipe de Haïti de 2014 à 2015.
  - Dickie Harris, joueur américain de football canadien et de football américain.

### XXesièclede1951à2000
- 1951 :
  - Kent-Erik Andersson, joueur de hockey sur glace suédois. Vice-champion du monde en 1977.
- 1952 :
  - Henrik Flöjt, biathlète finlandais. Médaillé d'argent du relais aux Jeux olympiques d'hiver Innsbruck de 1976. Champion du monde de biathlon du relais 4 × 7,5 km 1975. († 26 septembre 2005).
  - George Kuzmicz, joueur de hockey sur glace canadien.
  - Ranieri Randaccio, pilote de courses automobile italien.
- 1953 :
  - Lamberto Leoni, pilote automobile italien de Formule 1.
  - Carlos Rivas Torres, footballeur chilien. (24 sélections en équipe nationale).
  - Jorvan Vieira, footballeur puis entraîneur portugais. Vainqueur en tant que sélectionneur de l'Irak de la Coupe d'Asie des nations 2007.
- 1954 :
  - Sa'ad Al Houti, footballeur koweïtien. (27 sélections en équipe nationale).
  - Mitch Kupchak, joueur de basket-ball américain.
- 1955 :
  - Tengiz Khubuluri, judoka soviétique. Champion d'Europe des poids mi-lourds en 1976 et 1979, champion du monde en 1979 et 1981 et vice-champion olympique aux Jeux de Moscou en 1980.
  - Peter Schwendener, skieur alpin suisse.
- 1956 :
  - Sean Kelly, cycliste sur route irlandais. Vainqueur des Tours de Suisse 1983 et 1990, des Tours d'Irlande 1985, 1986, 1987 et 1991, du Tour d'Espagne 1988, des Tours de Lombardie 1983, 1985 et 1991, des Paris-Roubaix 1984 et 1986, des Liège-Bastogne-Liège 1984 et 1989, des Tours de Catalogne 1984 et 1986, des Milan-San Remo 1986 et 1992 et de Gand-Wevelgem 1988.
  - Sorin Macavei, joueur de volley-ball roumaine. Médaillé de bronze aux Jeux olympiques d'été de 1980 à Moscou.
- 1957 :
  - John Harrington, hockeyeur sur glace puis entraîneur américain. Champion olympique aux Jeux de Lake Placid 1980.
- 1958 :
  - Masayoshi Okada, arbitre de football japonais.
  - Norio Sasaki, footballeur puis entraîneur japonais. Vainqueur en tant que sélectionneur de l'équipe féminine du Japon de la Coupe du monde 2011 et de la Coupe d'Asie des nations 2014.
- 1959 :
  - Giuseppe Abbagnale, rameur italien. Champion olympique en deux barré aux Jeux de Los Angeles et aux Jeux de Séoul 1988 puis médaillé d'argent en deux barré aux Jeux de Barcelone 1992. Champion du monde d'aviron en deux barré 1981, 1982, 1985, 1987, 1989, 1990 et 1991.
  - Mostafa Karkhaneh, entraîneur de volley-ball iranien.
  - Per-Eric Lindbergh, hockeyeur sur glace suédois. Médaillé de bronze aux Jeux de Lake Placid en 1980. († 11 novembre 1985).
  - Aleš Pipan, joueur puis entraîneur de basket-ball slovène. (13 sélections en équipe nationale).
  - Randy Snow, joueur de tennis fauteuil et de basket-ball fauteuil américain. Champion paralympique de tennis en simple et en double aux Jeux de 1992. († 19 novembre 2009).
  - Tony Swift, joueur de rugby à XV anglais. (6 sélections en équipe nationale).
- 1960 :
  - Stoyan Balov, lutteur de gréco-romaine bulgare. Médaillé d'argent des -57 kg aux Jeux de Séoul 1988.
- 1961 :
  - Alain Lemieux, joueur puis entraîneur canadien.
  - Maria Rosa Quario, skieuse alpine italienne.
  - Patrice Ségura, footballeur français.
- 1962 :
  - Héctor Camacho, boxeur portoricain. Champion du monde poids super-plumes de boxe de 1983 à 1984, champion du monde poids légers de boxe de 1985 à 1987 et champion du monde poids super-légers de boxe de 1989 à 1991. († 24 novembre 2012).
  - Marina Ivanova-Kharlamova, athlète de sprint soviétique puis russe.
  - Massimo Mauro, footballeur italien.
- 1963 :
  - Ludovic Batelli, footballeur puis entraîneur français.
  - Ivan Capelli, pilote de F1 italien.
  - Joe Dumars, basketteur américain. Champion du monde de basket-ball masculin 1994. (7 sélections en équipe nationale).
  - Ken Flach, joueur de tennis américain. Champion olympique du double aux Jeux de Séoul 1988.
  - Philippe Flucklinger, footballeur français.
- 1964 :
  - Erik Lindh, pongiste suédois. Médaillé de bronze en simple lors des Jeux olympiques de 1988 à Séoul.
  - Patrice Martin, skieur nautique puis dirigeant sportif français. Champion du monde de ski nautique à 12 reprises. Président de la FFSNW depuis 2009 et membre du CNOSF
  - Liz McColgan, athlète de fond britannique. Médaillée d'argent du 10 000 m aux Jeux de Séoul 1988. Championne du monde d'athlétisme du 10 000 m 1991.
  - Adrian Moorhouse, nageur britannique. Champion olympique du 200 m brasse aux Jeux de Séoul 1988. Champion d'Europe de natation du 100 m brasse en 1985.
  - Pat Verbeek, hockeyeur sur glace canadien.

- 1965 :

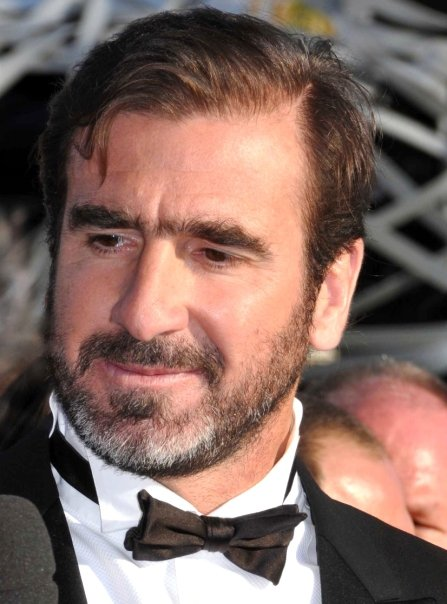
Éric Cantona

  - Robert Gergov, joueur de basket-ball bulgare.
  - Brian Irvine, footballeur écossais. (9 sélections en équipe nationale).
- 1966 :
  - Éric Cantona, footballeur et footballeur de plage puis acteur français. (45 sélections en équipe de France). Champion du monde de football de plage en 2005. (2 sélections en Équipe de France de football de plage). Sélectionneur de l'Équipe de France de football de plage de 1997 à 2010.
  - Peter Meinert-Nielsen, cycliste sur route danois.
- 1967 :
  - Steve Komphela, footballeur sud-africain. (24 sélections en équipe nationale.
- 1968 :
  - José Francisco Altur, joueur de tennis espagnol.
  - Jerry Dipoto, joueur de baseball américain.
  - Vincent Dufour, footballeur puis entraîneur français.
  - Juan Manuel González Corominas, pilote espagnol de rallye-raid et de quad.
- 1970 :
  - Cristiano Caratti, joueur de tennis italien.
  - Craig Herr, joueur de hockey sur glace américain.
  - Bo Hamburger, cycliste sur route danois.
  - Antonio Martín Velasco, coureur cycliste espagnol. Lors du Tour de France 1993 il est désigné meilleur jeune. († 11 février 1994).
  - Shoji Nonoshita, footballeur japonais.
- 1971 :
  - Mohammed al-Khilaiwi, footballeur saoudien. Champion d'Asie de football 1996. (142 sélections en équipe nationale). († 12 juin 2013).
  - Kris Draper, hockeyeur sur glace canadien. Champion du monde de hockey sur glace 2003.
  - Habib Sissoko, footballeur français.
- 1972 :
  - Layne Beachley, surfeuse australienne.
  - Steven Cousins, patineur artistique britannique.
  - Marc de Rougemont, joueur de rugby français. Vainqueur du Grand Chelem 1997. (13 sélections en équipe de France).
  - Dion O'Cuinneagain, joueur de rugby sud-africain et irlandais. (19 sélections avec l'équipe d'Irlande).
  - Petra Ritter, joueuse de tennis autrichienne.
  - Yang Ling, tireur sportive chinois. Champion olympique en cible mobile à 10 m aux Jeux olympiques d'Atlanta en 1996 puis à ceux de Sydney en 2000.
- 1973 :
  - Karim Alami, joueur de tennis marocain.
  - Éric Carrière, footballeur puis consultant TV français. (10 sélections en équipe de France).
  - Bartolo Colón, joueur de baseball dominicain.
  - Michelle Dillon, triathlète britannique. Championne d'Europe de triathlon en 2001 et championne du monde de duathlon en 2005.
  - Ville Peltonen, hockeyeur sur glace finlandais. Médaillé de bronze aux Jeux de Lillehammer 1994 et aux Jeux de Nagano 1998 puis médaillé d'argent aux Jeux de Turin 2006. Champion du monde de hockey sur glace 1995. (277 sélections en équipe nationale).
  - Vladimír Šmicer, footballeur tchèque. (80 sélections en équipe nationale).
- 1974 :
  - Florence Baverel-Robert, biathlète puis consultante TV française. Championne olympique du 7,5 km puis médaillée de bronze du relais aux Jeux de Turin 2006.
  - Bertrand Gallet, joueur de badminton puis entraîneur français.
  - Masahide Kobayashi, joueur de baseball japonais. Médaille de bronze aux Jeux d'Athènes en 2004.
- 1975 :
  - Marc Gagnon, patineur de vitesse canadien. Médaillé de bronze olympique sur 1000 m aux Jeux de Lillehammer 1994, champion olympique du relais 5 000 m aux Jeux de Nagano 1998 puis champion olympique sur 500 m et du relais 5 000 m puis médaillé de bronze sur 1500 m aux Jeux de Salt Lake City 2002. Champion du monde à 19 reprises.
  - Yánnis Goúmas, footballeur grec. Champion d'Europe de football 2004. (45 sélections en équipe nationale).
  - David Krummenacker, athlète de demi-fond américain.
  - Lao Jianfeng, athlète de saut en longueur et de triple sauts chinois.
- 1976 :
  - Oualid Ben Amor, handballeur tunisien. Finaliste du Championnat d'Afrique des nations en 2004 puis en 2008. (167 sélections en équipe nationale).
  - Natalie Hodgskin, joueuse de softball australienne. Médaillé d'argent aux Jeux d'Athènes 2004.
  - Adrian Mihalcea, footballeur roumain. (16 sélections en équipe nationale).
- 1977 :
  - Cinzia Ragusa, joueuse de water-polo italienne. Championne olympique aux Jeux olympiques d'Athènes en 2004.
  - Tamarine Tanasugarn, joueuse de tennis thaïlandaise.
- 1978 :
  - Caroline Casaretto, joueuse de hockey sur gazon allemande. Championne olympique aux Jeux olympiques d'Athènes en 2004.
  - Brian Ching, footballeur américain. (45 sélections en équipe nationale).
  - Johan Holmqvist, joueur de hockey sur glace suédois. Champion du monde de hockey sur glace 2006.
  - Brad Penny, joueur de baseball américain.
  - Nicola Ventola, footballeur italien.
  - Zakaria Zerouali, footballeur marocain. Vainqueur de la Ligue des champions arabes 2006. (1 sélections en équipe nationale). († 3 octobre 2011).

- 1979 :

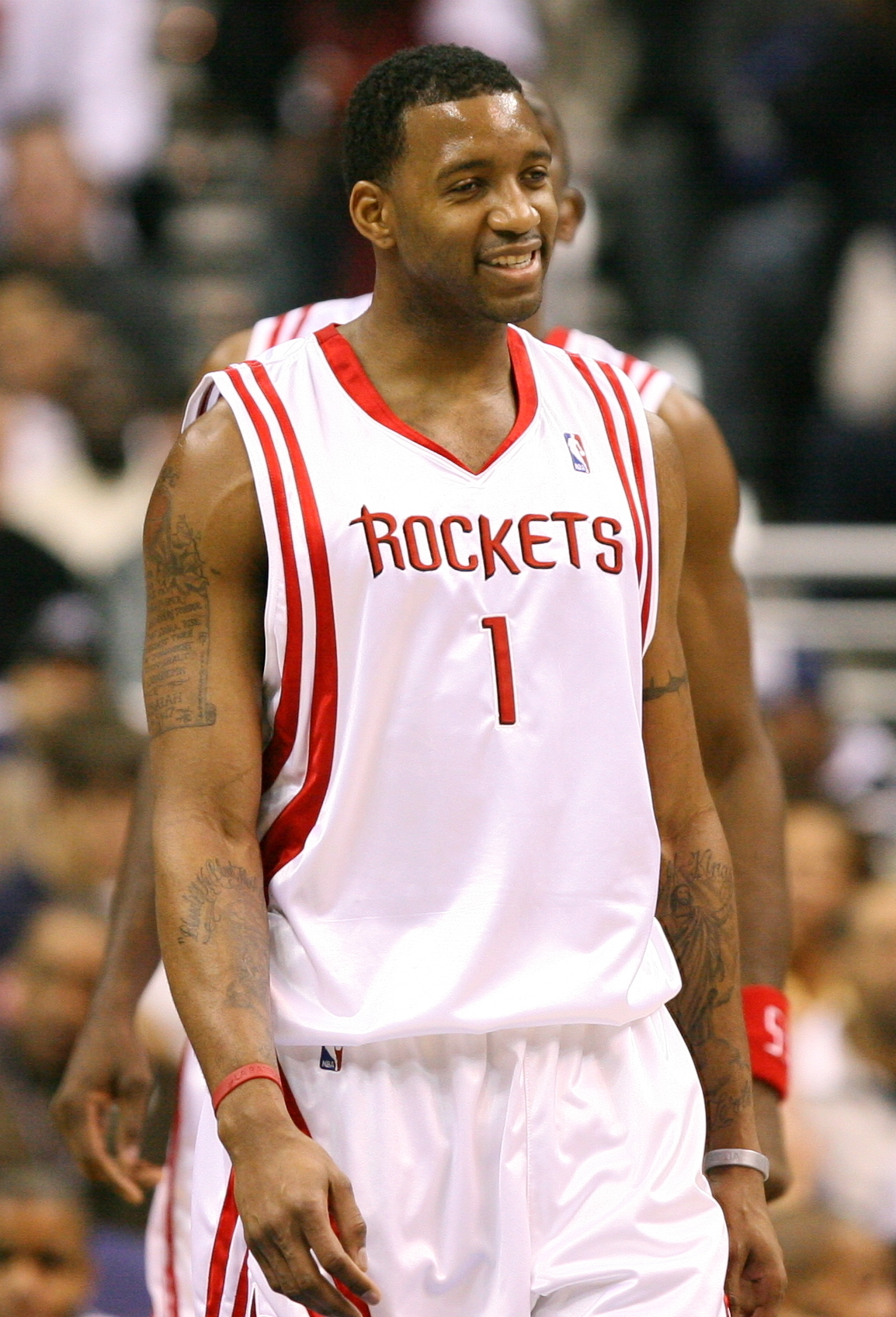
Tracy McGrady

  - Dalibor Doder, handballeur suédois. Médaillé d'argent du tournoi olympique des Jeux de Londres en 2012. (146 sélections en équipe nationale).
  - Tracy McGrady, basketteur américain. (7 sélections en équipe nationale).
  - Ioulia Petrova, joueuse de water-polo russe. Médaillée de bronze lors des Jeux olympiques de Sydney en 2000.
- 1980 :
  - Olfa Charni, tireuse sportive tunisienne.
  - Ben Garner, joueur de squash britannique.
  - Camille Gélébart, joueuse puis arbitre de rink hockey française.
  - Andrew Ma'ilei, joueur de rugby à XV tongien. (22 sélections en équipe nationale).
  - Anthony Minichiello, joueur de rugby à XIII australien.
  - Pasquale Muto, coureur cycliste italien.
- 1981 :
  - Kenan Bajramović, basketteur bosnien.
  - Thomas Ruyant, navigateur français.
  - Penny Taylor, basketteuse australienne. Médaillée d'argent aux Jeux d'Athènes 2004 et aux Jeux de Pékin 2008. Championne du monde de basket-ball féminin 2006.
- 1982 :
  - Issah Ahmed, footballeur ghanéen. (13 sélections en équipe nationale).
  - DaMarcus Beasley, footballeur américain. (124 sélections en équipe nationale).
  - Tiago Camilo, judoka brésilien. Médaillé d'argent dans la catégorie des moins de 73 kg aux Jeux de Sydney 2000 puis médaillé de bronze des moins de 81 kg aux Jeux de Pékin 2008. Champion du monde de judo des -81 kg en 2007.
  - Guillaume Costentin, basketteur français.
  - Ivan Kljaković Gašpić, régatier croate.
  - Laurent Pionnier, footballeur français.
- 1983 :
  - Bastien Brière, pilote de course automobile français.
  - Custódio, footballeur portugais. (10 sélections en équipe nationale).
- 1984 :
  - Lucien Aubey, footballeur congolais. (5 sélections en équipe nationale).
  - Nelson Benítez, footballeur argentin.
  - Monica Bergamelli, gymnaste artistique italienne. championne d'Europe du concours par équipes en 2006 et médaillée de bronze de la même épreuve en 2002.
  - Denise Dupont, curleuse danoise.
  - Mitch Ganzak, joueur de hockey sur glace américain.
  - Vid Kavtičnik, handballeur slovène. Vainqueur de la Ligue des champions 2007. (180 sélections en équipe nationale).
  - Dmitri Kruglov, footballeur estonien. (61 sélections en équipe nationale).
  - Filipe Oliveira, footballeur portugais.
  - Ludovic Quistin, footballeur français. († 28 mai 2012).
  - Mike Pyke, joueur de rugby à XV canadien. (22 sélections en équipe nationale).
  - Rebecca Wiasak, coureuse cycliste polonaise. championne du monde sur piste de la poursuite en 2015 et en 2016.
- 1985 :
  - Yordany Álvarez, footballeur cubain. (8 sélections en équipe nationale).
  - Magali Aureille-Bernard, athlète française spécialiste du cross-country. Vice-championne d'Europe par équipes en 2012.
  - Csaba Ferencz, joueur de basket-ball hongrois.
  - Jordi Gómez, footballeur espagnol.
  - Björgvin Páll Gústavsson, handballeur islandais. Médaillé d'argent aux Jeux de Pékin 2008. (130 sélections en équipe nationale).
  - Vasyl Kobin, footballeur puis entraîneur ukrainien. (11 sélections en équipe nationale).
  - Adam Langley-Khan, pilote automobile pakistanais.
  - Stian Sommerseth, coureur cycliste norvégien.
  - Juan Carlos Toja, footballeur colombien. (3 sélections en équipe nationale).
  - Zhu Shujing, athlète chinois spécialiste du triple saut.
  - Tayliah Zimmer, nageuse australienne spécialiste du dos.

- 1987 :

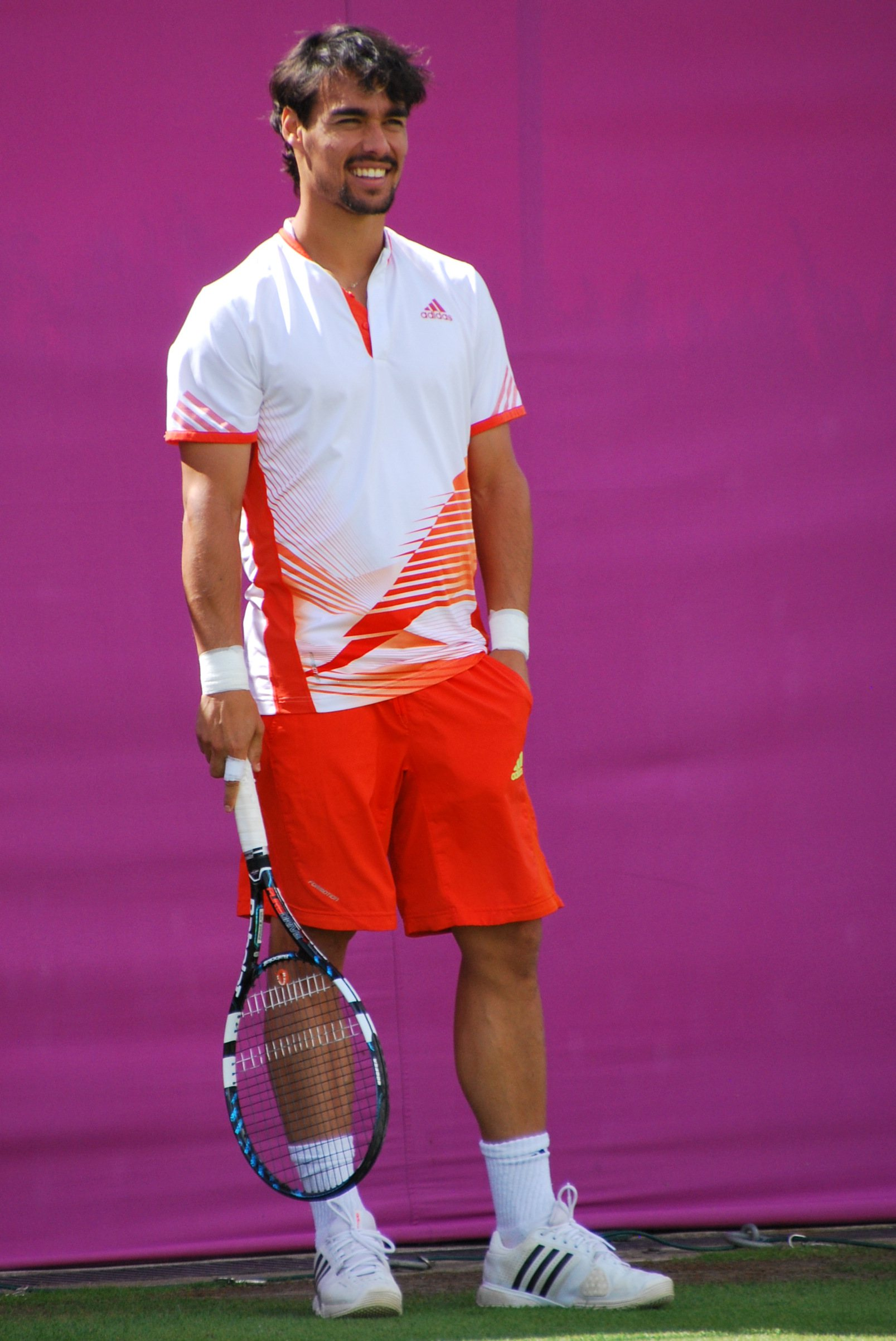
Fabio Fognini

  - Giorgia Bordignon, haltérophile italienne. Médaillée de bronze des moins de 63 kg lors du Championnat d'Europe de 2015 et vice-championne d'Europe des moins de 69 kg en 2018.
  - Fabio Fognini, joueur de tennis italien.
  - Justinas Kinderis, pentathlète lituanien. Champion du monde de pentathlon moderne par équipes 2010. Champion d'Europe de pentathlon moderne par équipes et en relais 2009.
  - Guillaume Latendresse, hockeyeur sur glace canadien.
  - Alessandro Nora, joueur de water-polo italien. Médaillé de bronze du tournoi olympique de Rio de Janeiro en 2016.
  - Sébastien Peineau, archer français. Champion du monde de tir à l'arc à poulie en salle en individuel et médaillé de bronze par équipes 2016.
- 1988 :
  - Artiom Anissimov, joueur de hockey sur glace russe. Champion du monde de hockey sur glace 2014.
  - Bernardo Añor, footballeur vénézuélien. (2 sélections en équipe nationale).
  - Daniel Dias, nageur handisport brésilien. Dix fois champions paralympiques entre 2008 et 2016.
  - Biadgelegn Elias, footballeur éthiopien. (14 sélections en équipe nationale).
  - Tony Gallopin, cycliste sur route français.
  - Ilya Ilyin, haltérophile kazakh. Champion olympique des - de 94 kg aux Jeux de Pékin 2008 puis aux Jeux de Londres 2012. Champion du monde d'haltérophilie des -94 kg 2011 et champion du monde d'haltérophilie des -105 kg 2014.
  - Rúnar Kárason, handballeur islandais. (74 sélections en équipe nationale).
  - David Labarre, joueur de cécifoot français. Médaillé d'argent aux Jeux paralympiques de Londres en 2012.
  - Emmanuel Ledesma, footballeur argentin.
  - Eric Norwood, joueur américain de football américain.
  - Denis Petrić, footballeur serbo-slovène.
  - Ramón Osni Moreira Lage, footballeur brésilien.
  - Zach Sill, joueur de hockey sur glace canadien.
  - Ibrahim Somé, footballeur congolais. (4 sélections en équipe nationale).
  - Maicol Verzotto, plongeur italien.
  - Anni Vuohijoki, haltérophile finlandais. Médaillé de bronze lors du Championnat d'Europe 2018 en moins de 63 kg.
- 1989 :
  - Kalin Lucas, basketteur américain.
  - Jessica Lutz, hockeyeuse sur glace suisse. Médaillée de bronze aux Jeux de Sotchi 2014.
  - Adel Taarabt, footballeur franco-marocain. (18 sélections avec l'équipe du Maroc).
  - Franziska Weber, kayakiste allemande. Championne olympique en K2 sur 500 mètres et médaillée d'argent en K4 sur 500 mètres aux Jeux de Londres 2012. Championne du monde de course en ligne de canoë-kayak du K-1 1000 de 2010. Championne d'Europe de course en ligne (canoë-kayak) de K-4 500 m 2012.
  - Tina Weirather, skieuse alpine liechtensteinoise.
- 1990 :
  - Viliamu Afatia, joueur de rugby à XV samoan. (15 sélections en équipe nationale).
  - Mattias Ekholm, hockeyeuse sur glace suédois.
  - Joey Logano, pilote de course automobile américain.
- 1991 :
  - Hurşit Atak, haltérophile turc. Champion d'Europe des moins de 62 kg en 2016 puis en 2017.
  - Cody Eakin, hockeyeur sur glace canadien. Champion du monde de hockey sur glace 2015.
  - Etiene Medeiros, nageuse brésilienne. Vice-championne du monde du 50 m dos en 2015 puis championne du monde de la même distance en 2017.
- 1992 :
  - Marcus Bettinelli, footballeur anglais.
  - Cristian Ganea, footballeur roumain. (5 sélections en équipe nationale).
  - Sarah Imovbioh, joueuse de basket-ball nigériane. Championne d'Afrique en 2019.
  - Kimberley McRae, lugeuse canadienne.
  - Nicolas Scianimanico, céiste français. Champion d'Europe en biplace par équipes en 2017 et médaillé de bronze en 2018.
  - Dan Slania, joueur de baseball américain.
  - Andrew Toles, joueur de baseball américain.
  - Agustín Velotti, joueur de tennis argentin.
- 1993 :
  - Uju Ugoka, basketteuse nigériane.
  - Tatyana Yurchenko, athlète de demi-fond kazakh.
- 1994 :
  - Urša Bežan, nageuse slovène.
  - Roberto Chen, footballeur panaméen. Finaliste de la Gold Cup 2013. (16 sélections en équipe nationale).
  - Rodrigo De Paul, footballeur argentino-italien. Vainqueur de la Copa América 2021. (28 sélections avec l'équipe d'Argentine).
  - Anderson Esiti, footballeur nigérian. (2 sélections en équipe nationale).
  - Brian Ferreira, footballeur argentin.
  - Natalia Gajewska, joueuse de volley-ball polonaise.
  - Valerian Gvilia, footballeur géorgien. (17 sélections en équipe nationale).
  - Naoki Kawaguchi, footballeur japonais.
  - Jarell Martin, basketteur américain.
  - Emma McKeon, nageuse australien. Championne du monde de natation du relais 4 × 100 m nage libre 2015.
  - Klára Melicharová, joueuse de volley-ball tchèque.
  - Noa Palatchy, gymnaste rythmique israélienne. Médaillée de bronze lors des championnats du monde de 2011 en groupe 3 rubans et 2 cerceaux.
  - Daiya Seto, nageuse japonaise. Championne du monde du 400 m quatre nages en 2013 et en 2015. Médaillée de bronze de la même épreuve aux Jeux olympiques de Rio de Janeiro en 2016.
  - Milda Valčiukaitė, rameuse en aviron lituanienne. Championne du monde et championne d'Europe du deux de couple en 2013 puis médaillée de bronze lors des Jeux olympiques de Rio en 2016.
- 1995 :
  - Yeşim Bostan, archère turque. Multiple médaillée des championnats du monde et d'Europe en salle et en extérieur.
  - Gaspar Gonçalves, coureur cycliste portugais.
  - Sabrina Vega, gymnaste artistique américaine. Championne du monde du concours par équipes en 2011.
- 1996 :
  - Cyrille Bayala, footballeur burkinabé. (18 sélections en équipe nationale).
  - Claudia Cretti, cycliste sur piste italienne.
  - Amalie Dideriksen, cycliste sur route danoise. Championne du monde de cyclisme sur route de la course en ligne 2016. Vice-championne olympique de la course à l'américaine aux Jeux de Tokyo en 2020.
  - Ashraf El Mahdioui, football néerlando-marocain.
  - Georginho, joueur de basket-ball brésilien.
  - Yousef Hassan, footballeur qatarien. Vainqueur de la Coupe d'Asie des nations 2019. (4 sélections en équipe nationale).
  - Celine Lundbye Kristiansen, handballeuse danoise.
  - Giorgi Melikidze, joueur de rugby à XV géorgien. (11 sélections en équipe nationale).
  - Lucas Mensa, joueur de rugby à XV argentin. (1 sélection en équipe nationale).
- 1997 :
  - Cristian Calderón, footballeur mexicain.
  - Olivia Podmore, coureuse cycliste sur piste néo-zélandaise († 9 août 2021).
  - Paweł Sendyk, nageur polonais.
- 1998 :
  - Johannes Adamietz, coureur cycliste allemand.
  - Derek Culver, joueur de basket-ball américain.
  - Nathan Rourke, joueur américain de football américain.
- 1999 :
  - Carla Arbez, joueuse de rugby à XV française. (7 sélections en équipe nationale).
  - Kacper Chodyna, footballeur polonais.
  - Dmitri Moukhomediarov, coureur cycliste russe. Médaillé de bronze de la course aux points aux Jeux européens de 2019.
  - Anel Šabanadžović, footballeur bosnien.
  - Henry Sam, coureur cycliste guatémaltèque.
- 2000 :
  - Jaminton Campaz, footballeur colombien. (2 sélections en équipe nationale).
  - Caren Chebet, athlète kényane.
  - Jun Endo, footballeuse japonaise. (35 sélections en équipe nationale).
  - Luka Jelenić, footballeur croate.
  - Keyontae Johnson, joueur de basket-ball américain.
  - Vasil Kušej, footballeur tchèque. (1 sélection en équipe nationale).
  - Noah Okafor, footballeur suisse. (21 sélections en équipe nationale).

### XXIesiècle
- 2001 :
  - Kevin Ackermann, footballeur suédois. (1 sélection en équipe nationale).
  - Simon Holmström, joueur de hockey sur glace suédois.
  - Strahinja Pavlović, footballeur serbe. (33 sélections en équipe nationale).
  - Danila Prokhine, footballeur russe.
  - Evan Russell, coureur cycliste canadien.
- 2003 :
  - Mateo Ponte, footballeur uruguayen.
- 2004 :
  - Yvandro Borges Sanches, footballeur luxembourgeois. (22 sélections en équipe nationale).
  - Youssef Chermiti, footballeur portugais.
  - Brianna Lyston, athlète jamaïcaine.
  - Sami Meguetounif, pilote automobile français.
- 2005 :
  - Nezha Elaasal, taekwondoïste marocaine.
- 2007 :
  - Qiu Qiyuan, gymnaste artistique chinoise. Championne du monde des barres asymétriques en 2023.

## Décès

### XXesièclede1901à1950
- 1908 :

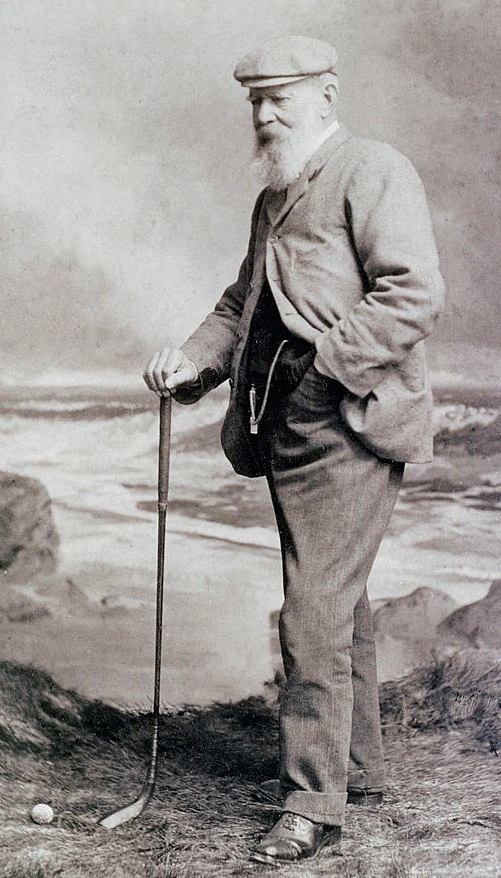
Tom Morris, Sr.

  - Tom Morris, Sr., 86 ans, golfeur écossais. Vainqueur des Open britannique 1861, 1862, 1864 et 1867. (° 16 juin 1821).
- 1917 :
  - Les Darcy, 21 ans, boxeur australien. (° 31 octobre 1895).
- 1936 :
  - Henry Sutton, skipper britannique. Champion olympique en classe 8 mètres aux Jeux de Londres en 1908. (° 26 septembre 1868).
- 1942 :
  - Billy MacKinnon, 89 ou 90 ans, footballeur écossais. (9 sélections en équipe nationale). (° ? 1852).
- 1947 :
  - Albert Guyot, 65 ans, pilote de courses automobile français. (° 25 décembre 1881).

### XXesièclede1951à2000
- 1953 :
  - Paul Durin, 63 ans, gymnaste artistique français. Médaillé de bronze du concours général par équipes des Jeux olympiques de 1920. (° 3 janvier 1890).
- 1956 :
  - Pierre Allemane, 74 ans, footballeur français. Médaillé d'argent aux Jeux de Paris 1900. (7 sélections en équipe de France). (° 19 janvier 1882).
- 1959 :
  - Ville Kyrönen, 68 ans, athlète finlandais spécialiste du marathon et du cross-country. Vice-champion olympique du cross aux Jeux de 1912. (° 14 janvier 1891).
- 1961 :
  - Frank Roberts, 68 ans, footballeur anglais. (4 sélections en équipe nationale). (° 3 avril 1893).
- 1962 :
  - Roger Labric, 69 ans, cycliste sur route, pilote de courses automobile, journaliste, et historien français. (° 19 février 1893).
- 1968 :
  - Franco Riccardi, 62 ans, escrimeur italien spécialiste de l'épée. Champion olympique par équipes en 1928 et en 1936 et champion olympique en individuel toujours en 1936.
- 1969 :
  - Miklós Szilvási, 43 ans, lutteur hongrois spécialiste de la lutte gréco-romaine. Médaillé d'argent des moins de 48 kg aux Jeux olympiques de Londres en 1948 puis champion olympique de la même catégorie à Helsinki en 1952. (° 5 décembre 1925).
- 1974 :
  - Konrad Frey, 65 ans, gymnaste allemand. Champion olympique du concours général par équipes, du cheval d'arçons et des barres parallèles, médaillé d'argent de la barre fixe puis médaillé de bronze du concours général en individuel et du sol aux Jeux de Berlin en 1936. (° 24 avril 1909).
- 1975 :
  - Marcel Vacherot, 94 ans, joueur de tennis français. Vainqueur en simple du championnat de France en 1902 et en double en 1898 et 1901. (° 11 février 1881).
- 1976 :
  - Hugo Wieslander, 86 ans, athlète suédois spécialiste du décathlon. Champion olympique du décathlon aux Jeux olympiques de 1912 à Anvers. (° 11 juin 1889).
- 1981 :
  - Herbert Müller, 41 ans, pilote de course automobile suisse. (° 11 mai 1940).
- 1985 :
  - Natalio Perinetti, 84 ans, footballeur argentin. Médaillé d'argent des Jeux olympiques d'été de 1928, vainqueur de la Copa América de 1929 et finaliste de la Coupe du monde 1930. (6 sélections en équipe nationale). (° 28 décembre 1900).
- 1986 :
  - Cliff Graham, 86 ans, boxeur canadien. Vice-champion olympique des poids coqs lors des Jeux de 1920. (° 18 mars 1900).
- 1988 :
  - Ramón Bruguera, 89 ans, footballeur espagnol. (° 21 mai 1899).
- 1992 :
  - Paul Moukila, 41 ans, footballeur congolais. Vainqueur de la Coupe d'Afrique des nations en 1972. (13 sélections en équipe nationale). (° 6 juin 1950).
  - Hitoshi Ogawa, 36 ans, pilote de courses automobile d'endurance japonais. (° 15 février 1956).
- 1997 :
  - Sepp Weiler, 73 ans, sauteur à ski allemand. (° 22 janvier 1921).
- 2000 :
  - Cliff Sutter, 89 ans, joueur de tennis américain. (° 31 août 1910).

### XXIesiècle
- 2001 :
  - Urruti, 48 ans, footballeur espagnol. Vainqueur de la Coupe d'Europe des vainqueurs de coupe 1982. (5 sélections en équipe nationale). (° 19 novembre 1952).
- 2003 :
  - Allan McMahon, 48 ans, joueur puis entraîneur de rugby à XIII australien. Vainqueur de la Coupe du monde en 1975 et en 1977 avec l'équipe d'Australie. (5 sélections en équipe nationale). (° 9 août 1954).
- 2004 :
  - Lee Won-woo, 45 ans, joueur de basket-ball sud-coréen. (° 19 août 1958).
- 2006 :
  - Heinz Stettler, 53 ans, bobeur suisse. Champion du monde de bobsleigh à quatre en 1982 puis médaillé de bronze aux Jeux olympiques de 1984. (° 1er 1953).
- 2007 :
  - Roland Biancone, pilote de courses automobile français. (° 16 janvier 1944).
  - Hans Bjørnstad, 79 ans, sauteur à ski norvégien. Champion du monde en individuel lors des championnats du monde de 1950.
- 2011 :
  - Barry Potomski, 38 ans, hockeyeur sur glace canadien. (° 24 novembre 1972).
- 2012 :
  - Francisco Lombardo, 86 ans, footballeur argentin. (37 sélections en équipe nationale). (° 11 juin 1925).
- 2013 :
  - Ron Davies, 70 ans, footballeur gallois. (29 sélections en équipe nationale). (° 25 mai 1942).
  - Antonio Puchades, 87 ans, footballeur espagnol. (23 sélections en équipe nationale). (° 4 juin 1925).
- 2014 :
  - Maurizio Mannelli, 84 ans, joueur de water-polo italien. Médaillé de bronze aux Jeux d'Helsinki 1952. (° 1er janvier 1930).
- 2015 :
  - Hassine Belkhouja, 76 ans, volleyeur puis entraîneur tunisien. Champion d'Afrique en 1967. (° 26 janvier 1939).
  - Vladimír Hagara, 71 ans, footballeur tchécoslovaque puis slovaque. (25 sélections en équipe nationale). (° 7 novembre 1943).
- 2016 :
  - Leo Proost, 82 ans, cycliste sur route belge. Champion du monde de demi-fond professionnel en 1963, 1967 et 1968. (° 1er novembre 1933).
  - Jorma Salmi, 83 ans, hockeyeur sur glace finlandais. (° 6 mai 1933).
- 2019 :
  - Gianfranco Bozzao, 82 ans, footballeur puis entraîneur italien. (° 3 août 1936).
  - Oleg Golovanov, 84 ans, rameur d'aviron soviétique puis russe. Champion olympique en deux sans barreur aux Jeux de 1960 à Rome et vice-champion du monde en 1962 de la même catégorie. (° 17 décembre 1934).
- 2021 :
  - Lyubov Talalaeva, 68 ans, rameuse en aviron soviétique. Vice-championne olympique du huit lors des Jeux d'été de 1976. (° 24 janvier 1953).
- 2022 :
  - Thomas Ulsrud, 50 ans, curleur norvégien. Médaillé d'argent lors du tournoi olympique des Jeux d'hiver de 2010. Champion du monde en 2014 et vice-champion en 2015. Champion d'Europe en 2010 et en 2011 et vice-champion en 2007, 2008, 2012, 2013, 2014 et 2016. (° 21 octobre 1971).
- 2024 :
  - David Walker, 82 ans, pilote automobile australien. (° 10 juin 1941).
- 2025 :
  - Kiril Ivkov, 78 ans, footballeur puis entraîneur bulgare. Médaillé d'argent lors du tournoi de football des Jeux olympiques d'été de 1968. (44 sélections en équipe nationale). (° 21 juin 1946).